# Анкуд
Анкуд (ісп. Ancud) — місто на півдні Чилі в регіоні Лос-Лаґос, на півночі острова Чилое та однойменної провінції, друге за розміром місто острова.

## Клімат
Місто знаходиться у зоні, котра характеризується морським кліматом. Найтепліший місяць — січень із середньою температурою 14.41 °C. Найхолодніший місяць — липень, із середньою температурою 7.26 °С.
| Клімат Анкуда                | Клімат Анкуда | Клімат Анкуда | Клімат Анкуда | Клімат Анкуда | Клімат Анкуда | Клімат Анкуда | Клімат Анкуда | Клімат Анкуда | Клімат Анкуда | Клімат Анкуда | Клімат Анкуда | Клімат Анкуда | Клімат Анкуда |
| Показник                     | Січ.          | Лют.          | Бер.          | Квіт.         | Трав.         | Черв.         | Лип.          | Серп.         | Вер.          | Жовт.         | Лист.         | Груд.         | Рік           |
| Абсолютний максимум, °C      | 25,6          | 26,6          | 21,7          | 19,7          | 17,7          | 13,8          | 12,8          | 13,8          | 15,8          | 16,8          | 19,7          | 21,7          | 26,6          |
| Середній максимум, °C        | 16,1          | 16,2          | 14,9          | 13            | 11,4          | 9,3           | 8,7           | 9             | 10,1          | 11,5          | 13,1          | 14,5          | 12,3          |
| Середня температура, °C      | 14,4          | 14,3          | 13,1          | 11,3          | 9,9           | 8,1           | 7,3           | 7,5           | 8,5           | 9,9           | 11,6          | 13            | 10,7          |
| Середній мінімум, °C         | 9,4           | 9,5           | 9,2           | 8,3           | 7,6           | 6             | 5,1           | 4,9           | 5,4           | 5,9           | 7,3           | 8,5           | 7,3           |
| Абсолютний мінімум, °C       | 3,9           | 3             | 4,9           | 3,9           | 2             | 0             | −1            | −3            | 1             | 2             | 3             | 3             | −3            |
| Норма опадів, мм             | 279.9         | 273.6         | 351.9         | 419.6         | 642.9         | 753.6         | 655.9         | 703.6         | 477           | 433.6         | 426           | 419.2         | 5836.8        |
| Днів з опадами               | 14,4          | 13,1          | 15,9          | 18,1          | 21,8          | 22,8          | 22,5          | 23,1          | 21,1          | 18,5          | 16,8          | 17,9          | 226           |
| Вологість повітря, %         | 78.2          | 78.4          | 79.6          | 79.7          | 80.8          | 81.3          | 80.7          | 81.3          | 80.1          | 79.2          | 79.8          | 80            | 79.9          |
| ---------------------------- | ------------- | ------------- | ------------- | ------------- | ------------- | ------------- | ------------- | ------------- | ------------- | ------------- | ------------- | ------------- | ------------- |
| Джерело: Weather and Climate |               |               |               |               |               |               |               |               |               |               |               |               |               |